# Marko Spittka
Marko Spittka, (* 22. duben 1971 Drážďany, Německá demokratická republika) je bývalý reprezentant Německa v judu. Je majitelem bronzové olympijské medaile.

## Sportovní kariéra
Spittka byl typickým představitelem německé školy juda. Fyzicky velmi dobře vybavený a na soupeře perfektně připravený. Útoky vedl především z obrany, z hlubokého předklonu. Potom co se aktivnější soupeř utahal tak útočil nejčastěji nohama (aši-waza) nebo kontrachvaty. Nebýt fenomenálního Jihokorejce Čona tak by měl na svém kontě s velkou pravděpodobností všechny tři zlaté medaile (trojkoruna).
Sportovní kariéru začal v polostřední váze. V roce 1992 se stal mistrem Evropy, ale na olympijské hry v Barceloně byl nominován jeho kolega Daniel Lascău (mistr světa). Rok 1993 se mu výsledkově nevydařil a tak přestoupil do střední váhové kategorie.
V roce 1996 startoval na olympijských hrách v Atlantě. Ve čtvrtfinále porazil na ippon technikou joko-guruma Kanaďana Gilla a v semifinále se utkal s Jihokorejcem Čonem. Podlehl mu minutu před koncem na ippon po technice uči-mata. V boji o třetí místo ho vyzval Japonec Hidehiko Jošida. V zápase Japonce k ničemu nepustil a při hantei ho rozhodčí určili praporky za držitele bronzové medaile.
Olympijských her se účastnil ještě v roce 2000 v Sydney. Vypadl v prvním kole s Američanem Olsnem. Následně ukončil reprezentační kariéru. Věnoval se zápasům v bundeslize, ve které pokračoval jako trenér. Po olympijských hrách v Londýně v roce 2012 se stal trenérem rakouské reprezentace v judu.

## Výsledky
| Turnaj             | Východní Německo | Východní Německo | Německo | Německo | Německo | Německo | Německo | Německo | Německo | Německo | Německo | Německo |
| Turnaj             | 1989             | 1990             | 1991    | 1992    | 1993    | 1994    | 1995    | 1996    | 1997    | 1998    | 1999    | 2000    |
| ------------------ | ---------------- | ---------------- | ------- | ------- | ------- | ------- | ------- | ------- | ------- | ------- | ------- | ------- |
| Olympijské hry     | -                | -                | -       | dns     | -       | -       | -       | 3.      | -       | -       | -       | úč.     |
| Mistrovství světa  | dns              | -                | dns     | -       | úč.     | -       | úč.     | -       | 2.      | -       | úč.     |         |
| Mistrovství Evropy | dns              | 5.               | 5.      | 1.      | úč.     | dns     | dns     | dns     | dns     | 2.      | úč.     | dns     |
| MS juniorů         | -                | 1.               | -       | -       | -       | -       | -       | -       | -       | -       | -       | -       |
| ME juniorů         | 2.               | 1.               | ?       | -       | -       | -       | -       | -       | -       | -       | -       | -       |